# NGC 824
NGC 824 é uma galáxia espiral barrada (SBbc) localizada na direcção da constelação de Fornax. Possui uma declinação de -36° 27' 12" e uma ascensão recta de 2 horas, 6 minutos e 53,2 segundos.
A galáxia NGC 824 foi descoberta em 29 de Novembro de 1837 por John Herschel.